# Törnrosa (Tjajkovskij)
Den här artikeln handlar om baletten Törnrosa. För andra betydelse se Törnrosa (olika betydelser).
Törnrosa (ryska: Спящая красавица, Spjasjtjaja krasavitsa, engelska: Sleeping beauty, franska: 'La belle au bois dormant') är en rysk balett med en prolog och tre akter. Musiken är komponerad av Pjotr Tjajkovskij från 1889 och librettot, som bygger på Charles Perraults Törnrosa, av Marius Petipa och Ivan Vsevolozjskij. 

## Historia
Törnrosa är den andra av Tjajkovskijs tre baletter och den hade urpremiär på Mariinskijteatern i Sankt Petersburg 15 januari 1890 med koreografi av Marius Petipa.
Den uppfördes oavkortat för första gången i Sverige på Stockholmsoperan den 31 oktober 1942 varvid den finländske koreografen George Gé svarade för utformningen och den iscensattes åter med premiär den 13 januari 1955.

## Diskografi (urval)
- The nutcracker ; Sleeping beauty; Swan lake. National Philharmonic Orchestra. Richard Bonynge. Decca (ADD) 460 411-.2. 6 CD.[2]